# Сатир Перипатетик
Сатир Перипатетик (старогрчки: Σατυρος) - грчки биограф и историчар 3. века п. н. е.
Према фрагменту Херкуланског папируса, дошао је из црноморског града Калатиде (Мангалије), вероватно касније радио у Александрији. Време живота је одређено између средине 3. и почетка 2. века п. н. е.
Атенеј га назива перипатетиком, али Сатирова припадност Аристотеловој филозофској школи је сумњива. Светоније га у свом есеју „О славним људима” назива једноставно „ученим човеком”, док га претходно Хермип перипатетиком.
Према Атенеју, који више пута цитира Сатира, аутор овог последњег је укључио „Живот Филипа“, животе Александра, Алкибијада, Дионисија Млађег, Хијерона II, Есхила, Софокла и Еурипида, Сократа и других филозофа. , књиге „О ликовима” и „О животном стилу”, које су збирке анегдота о познатим личностима. Атенеј даје списак жена Филипа II који је саставио Сатир.
Претпоставља се да је био аутор дела „О александријским демесима“.
Године 1912, међу Оксиринским папирусима, откривен је прилично велики фрагмент Сатировљеве „Еурипидове биографије“.